# Perithalera oblongata
Perithalera oblongata là một loài bướm đêm trong họ Geometridae.